# Michael Hare (2e vicomte Blakenham)
Michael John Hare, 2e vicomte Blakenham (25 janvier 1938 - 8 janvier 2018), est un écologiste et pair héréditaire britannique. 

## Biographie
Il est le fils de l'homme politique conservateur et ministre du gouvernement John Hare (1er vicomte Blakenham) et de Beryl Nancy Pearson, fille de Harold Pearson (2e vicomte Cowdray). 
Après avoir travaillé quelque temps pour des filiales, il rejoint la direction de Pearson PLC (fondée par les ancêtres de sa mère) en 1977, et est directeur général de 1978 à 1993 et président de 1983 à 1997,,. Il est également chef de la direction (1983-1993) et président (1984-1993) du Financial Times, alors filiale de Pearson. 
Environnementaliste de longue date, Blakenham est président du Royal Botanical Gardens à Kew ainsi que président de la Royal Society for the Protection of Birds entre 1982 et 1986 et président du Sussex Wildlife Trust entre 1983 et 1987. Il continue à développer le Blakenham Woodland Garden, créé par son père. Il possède également l'île de Little Colonsay dans les Hébrides intérieures. 
Il vit dans le Suffolk et dirige le parti politique local Suffolk Ensemble. Il est membre du Mid Suffolk District Council de 2007 à 2015 sous le nom de Michael Blakenham. Lors des élections au Parlement européen de 2014, il soutient Rupert Read, candidat principal sur la liste verte dans la circonscription de la Circonscription d'Angleterre de l'Est. 
Par l'intermédiaire de sa sœur, Joanna Freda Hare, il est un beau-frère du juge de la Cour suprême des États-Unis, Stephen Breyer. 

## Famille
En janvier 1965, il épouse sa cousine germaine de 18 ans, Marcia Persephone Hare (son père est le frère de son père, Alan Hare (1919–1995), à la tête du Financial Times). Lord et Lady Blakenham ont un fils et deux filles : 
- Son fils et successeur, Caspar John Hare, 3e vicomte Blakenham (né en 1972), professeur de philosophie au Massachusetts Institute of Technology[11]. Il épouse Melissa Mohr et a deux enfants[12] : 
  - Thomasina
  - Inigo
- Cressida Cowell (née en 1966)[13], épouse Simon John Cowell et a 3 enfants : 
  - Maisie
  - Clémentine
  - Alexandre
- Emily Faccini (née en 1967), épouse Ben Faccini [14] et a 3 enfants : 
  - Francesco
  - Delfina
  - Baie

Il est décédé en janvier 2018 à l'âge de 79 ans,.